# 527 (szám)
Az 527 (római számmal: DXXVII) egy természetes szám, félprím, a 17 és a 31 szorzata.

## A szám a matematikában
A tízes számrendszerbeli 527-es a kettes számrendszerben 1000001111, a nyolcas számrendszerben 1017, a tizenhatos számrendszerben 20F alakban írható fel.
Az 527 páratlan szám, összetett szám, azon belül félprím, kanonikus alakban a 171 · 311 szorzattal, normálalakban az 5,27 · 102 szorzattal írható fel. Négy osztója van a természetes számok halmazán, ezek növekvő sorrendben: 1, 17, 31 és 527.
Az 527 négyzete 277 729, köbe 146 363 183, négyzetgyöke 22,95648, köbgyöke 8,07737, reciproka 0,0018975. Az 527 egység sugarú kör kerülete 3311,23866 egység, területe 872 511,38609 területegység; az 527 egység sugarú gömb térfogata 613 084 667,3 térfogategység.